# Виноградов Іван Архипович
Виноградов Іван Архипович (1902, Санкт-Петербург, — 1936, Ленінград) — російський радянський критик, теоретик і історик літератури, автор поетичних творів.

## Біографія
Народився та виховувався у Петербурзі. Навчався у Москві у відомого філолога-славіста Миколи Михайловича Каринського. Вступив до аспірантури Російської асоціації науково-дослідних інститутів суспільних наук (РАНІОН) разом з відомим в подальшому філологом Петром Савичем Кузнєцовым, але у 1930 р. РАНІОН було розформовано, через це випуск відбувся на півроку раніше, ніж передбачалося. Працював на посаді керівника теоретичного сектора Державного науково-дослідного інституту мистецтвознавства в Ленінграді. Був одружений з ученицею Каринського. Умер у віці 34-х років від сухот.

## Наукова діяльність
Літературну діяльність І. А. Виноградов розпочав 1929 року. Молодий дослідник звертається до вивчення сучасної літератури і класичної спадщини (статті про Г. Р. Державіна, А. А. Дельвіга, О. С. Пушкіна). Перший том «Бібліотеки поета» (1933), що містив вірші Державіна, відкривався статтями М. Горького та І. Виноградова. Молодий теоретик бере активну участь і в іншому горьківському проекті — журналі «Литературная учёба» («Літературне навчання»). У Державному НДІ мистецтвознавства (Ленінград) І. А. Виноградов організував групу молодих теоретиків, які розробляли проблему творчого методу в мистецтві. Підсумком цієї роботи стало видання колективної збірки «У суперечках про метод» (Л.: Леноблиздат, 1934). Особливе значення мали теоретичні роботи з питань поетики («Питання марксистської поетики», 1936; «Боротьба за стиль», 1937). Питання про специфіку відображенні реальності в літературі, про шляхи та способи цього відображення, питання про те, як знаходить вираження в структурі твору світогляд і суспільна практика митця, питання про спадкоємність, використання та переробку літературних форм — так визначив сам Виноградов головний напрямок своєї першої книги. І. А. Виноградов належить до переліку чільних теоретиків, які звернулися в середині 30-х років до перегляду вульгарно-соціологічних концепцій, укорінених в радянському літературознавстві кінця 20-х — початку 30-х років.
У поетиці, яку Виноградов розумів як особливу частину загального вчення про літературу, він прагнув вийти за межі суто «лінгвістичного» підходу на користь широкого синтетичного дослідження літературних категорій з урахуванням як досвіду світової літератури, так і світової естетичної думки. Праці І. А Виноградова мали важливе значення в розвитку марксистського напряму в літературознавстві. Після смерті І. Виноградова його ідеї було використано в низці узагальнюючих наукових та навчальних праць. У 1960-х рр. вони отримують широке визнання і стають підґрунтям для низки колективних праць.

## Головні твори
- Испытание героя: О творчестве Ю. Либединского. — Л.: Изд-во писателей, 1934. — 109 с. Випробування героя на «Google Books»
- Углубление темы: О творчестве М. Козакова. — Л.: Изд-во писателей, 1934. — 93 с. Поглиблення теми на «Google Books»
- Теория литературы: Учебник для средней школы. — М.; Л.: Учпедгиз, 1934. — 110 с. Теорія літератури на «Google Books»
- Художественный образ. — М.: Сов. — М.: Сов. писатель, 1936 (в соавт. с В. Яблонской). — 85 с. Художній образ на «Google Books»
- Вопросы марксистской поэтики.— Л.: Гослитиздат, 1936. — 427 с. Питання марксистської поетики, 1936 на «Google Books»
- Борьба за стиль — Л.: Худож. лит., 1937. — 523 с. (видана після смерті) Боротьба за стиль на «Google Books»
- Вопросы марксистской поэтики: Избранные роботи / Сост. Г. Белая; авт. вступ. ст. М. Поляков. — М.: Сов. писатель, 1972. — 423 с. Питання марксистської поетики, 1972 на «Google Books»